# ロバート・ド・キャステラ
ロバート・ド・キャステラ（Robert de Castella、1957年2月27日 - ）はオーストラリアの男子マラソン選手であり、全盛期の走りより『重戦車』の別名をもつ。オリンピックには4回出場し、うち10位以内に3度入るなど安定性は抜群だった。

## プロフィール
1981年福岡国際マラソンで優勝するまではほとんど無名であったが、この大会でデレク・クレイトンの持っていた世界最高記録を12年ぶりに更新する2:08:18で優勝したことで、世界のトップマラソン選手の仲間入りをした。ただし、優勝当時はアルベルト・サラザールが直前のニューヨークシティマラソンで出した記録（2:08:13）の方が世界最高記録とされ、キャステラの記録は2位となっていた。
1984年12月になってサラザールの出たレースの距離不足が判明したが、そのときにはイギリスのスティーブ・ジョーンズがキャステラを上回る記録（2:08:05）を樹立しており、一度も現役の世界記録保持者として扱われることのなかった不運な選手でもある。
このあと1983年開催の第1回世界陸上ヘルシンキ大会を含めて4連勝し、ロサンゼルスオリンピックでは瀬古利彦とともに金メダル候補の最右翼と言われたがともに実力を出し切れずメダルを獲得することができなかった。
1986年にボストンマラソンで出した自己ベスト（2:07:51）は、四半世紀以上経った現在でもオセアニア記録である。

## マラソン成績
- 自己最高記録…2時間07分51秒（1986年4月）

| 年月    | 大会名                               | タイム      | 順位   | 備考                             |
| ------- | ------------------------------------ | ----------- | ------ | -------------------------------- |
| 1979.06 | ビクトリア州選手権（ポイントクック） | 2：14：44   | 優勝   |                                  |
| 1979.08 | NCマラソン（パース）                 | 2：13：23   | 優勝   |                                  |
| 1980.04 | アデレード                           | 2：12：24   | 2位    |                                  |
| 1980.08 | モスクワオリンピック                 | 2：14：31   | 10位   |                                  |
| 1980.12 | 福岡国際マラソン                     | 2：10：44   | 8位    |                                  |
| 1981.12 | 福岡国際マラソン                     | 2：08：18   | 優勝   | 世界最高記録（さかのぼって認定） |
| 1982.10 | 英連邦大会（ブリスベーン）           | 2：09：18   | 優勝   |                                  |
| 1983.04 | ロッテルダムマラソン                 | 2：08：37   | 優勝   |                                  |
| 1983.08 | 世界陸上選手権（ヘルシンキ）         | 2：10：03   | 優勝   |                                  |
| 1984.08 | ロサンゼルスオリンピック             | 2：11：09   | 5位    |                                  |
| 1984.10 | シカゴマラソン                       | 2：09：09   | 3位    |                                  |
| 1985.10 | シカゴマラソン                       | 2：08：48   | 3位    |                                  |
| 1986.04 | ボストンマラソン                     | 2：07：51   | 優勝   | 自己最高記録                     |
| 1986.08 | 英連邦大会（エディンバラ）           | 2：10：15   | 優勝   |                                  |
| 1986.11 | ニューヨークシティマラソン           | 2：11：43   | 3位    |                                  |
| 1987.04 | ボストンマラソン                     | 2：14：24   | 6位    |                                  |
| 1987.09 | 世界陸上選手権（ローマ）             | ----------- | (棄権) |                                  |
| 1988.02 | 東京国際マラソン                     | 2：08：49   | 4位    |                                  |
| 1988.10 | ソウルオリンピック                   | 2：13：07   | 8位    |                                  |
| 1990.01 | 英連邦大会（オークランド）           | 2：18：50   | 13位   |                                  |
| 1990.04 | ボストンマラソン                     | 2：11：28   | 5位    |                                  |
| 1991.04 | ロッテルダムマラソン                 | 2：09：42   | 優勝   |                                  |
| 1992.02 | 東京国際マラソン                     | ----------- | (棄権) |                                  |
| 1992.08 | バルセロナオリンピック               | 2：17：44   | 26位   |                                  |
| 1993.04 | ロンドンマラソン                     | 2：19：44   | 33位   |                                  |